# Bahnhof Berlin-Charlottenburg
Bahnhof Berlin-Charlottenburg  egy átmenő vasútállomás Németországban, Berlinben. Az állomáson egyaránt megállnak a távolsági ICE és a regionális vonatok. A német vasútállomáskategória harmadik osztályába tartozik.

## Vasútvonalak
Az állomást az alábbi vasútvonalak érintik:
- Berlini Stadtbahn
- Berlin–Blankenheim-vasútvonal

## Kapcsolódó állomások
A vasútállomáshoz az alábbi állomások vannak a legközelebb:
- Fern- und Regionalbahnhof Berlin-Spandau (RE 6 (Berlin/Brandenburg), RE 8 (Berlin/Brandenburg), RB 14 (Nauen - Berlin Schönefeld Flughafen))
- Fern- und Regionalbahnhof Berlin-Zoologischer Garten (2022. december 11. – , RE 7 (Berlin/Brandenburg), RB23, RE 8 (Berlin/Brandenburg), RE 1)
- Bahnhof Berlin-Wannsee (2022. december 11. – , RE 7 (Berlin/Brandenburg), RB23, RE 1)

## Forgalom

### Távolsági- és regionális forgalom
| Járat              | Útvonal | Gyakoriság |
| ------------------ | --- | --- |
| NJ 456/457         | Berlin-Charlottenburg – Berlin Hbf – Berlin Ostbahnhof – Frankfurt (Oder) – Rzepin – Zielona Góra Gł. – Głogów – Lubin Gorniczy – Legnica – Wrocław Główny – Opole Główne – Kędzierzyn-Koźle – Racibórz – Chałupki – Bohumín – Ostrava hl.n. – Břeclav – Wien Hbf | egy vonatpár naponta |
| EN EN 40456/40457  | Berlin-Charlottenburg – Berlin Hbf – Berlin Ostbahnhof – Frankfurt (Oder) – Rzepin – Zielona Góra Gł. – Głogów – Lubin Gorniczy – Legnica – Wrocław Główny – Opole Główne – Kędzierzyn-Koźle – Racibórz – Chałupki – Bohumín – Ostrava hl.n. – Břeclav – Kuty – Bratislava hl.st. – Nove Zamky – Sturovo – Vac – Budapest-Nyugati | egy vonatpár naponta |
| EC 60456/60457     | Berlin-Charlottenburg – Berlin Hbf – Berlin Ostbahnhof – Frankfurt (Oder) – Rzepin – Zielona Góra Gł. – Głogów – Lubin Gorniczy – Legnica – Wrocław Główny | egy vonatpár naponta |
| FLX 35             | (Berlin Ostkreuz –) Berlin Hbf – Berlin-Charlottenburg – Hamburg Hbf | egy vonatpár (vasárnap) |
| RE 1               | Magdeburg Hbf – Magdeburg-Neustadt – Burg (b Magdeburg) – Güsen (b Genthin) – Genthin – Wusterwitz – Kirchmöser – Brandenburg Hbf – Werder (Havel) – Potsdam Hbf – Berlin-Wannsee – Berlin-Charlottenburg – Berlin Zoo – Berlin Hbf – Berlin Friedrichstraße – Berlin Alexanderplatz – Berlin Ostbf – Berlin Ostkreuz – Erkner – Fangschleuse – Hangelsberg – Fürstenwalde – Frankfurt (Oder) – Eisenhüttenstadt (– Guben – Cottbus Hbf) | 60 percenként (Magdeburg-Frankfurt) 60 percenként csúcsidőben (Frankfurt-Eisenhüttenstadt) bizonyos vonatok (Eisenhüttenstadt-Cottbus) |
| RE 1 Erősítő vonat | Brandenburg Hbf – Götz – Groß Kreutz –Werder (Havel) – P Park Sanssouci – P Charlottenhof – Potsdam Hbf – Berlin-Wannsee – Berlin-Charlottenburg – Berlin Zoo – Berlin Hbf – Berlin Friedrichstraße – Berlin Alexanderplatz – Berlin Ostbf – Berlin Ostkreuz – Bahnhof Erkner – Fangschleuse – Fürstenwalde – Berkenbrück – Briesen (Mark) – Jacobsdorf (Mark) – Pillgram – Frankfurt (Oder)-Rosengarten – Frankfurt (Oder)              | 60 percenként |
| RE 1 Erősítő vonat | Brandenburg Hbf –Werder (Havel) – Potsdam Hbf – Berlin-Wannsee – Berlin-Charlottenburg – Berlin Zoo – Berlin Hbf – Berlin Friedrichstraße – Berlin Alexanderplatz – Berlin Ostbf – Berlin Ostkreuz – Erkner – Fürstenwalde – Frankfurt (Oder) | 60 percenként (csak csúcsidőben) Brandenburg és Frankfurt között csúcsidőben ez 20 perces ütemet jelent egyébként 20/40 percenként     |
| RE 2               | Nauen – Brieselang – Finkenkrug – Falkensee – Seegefeld – Berlin-Albrechtshof – Berlin-Spandau – Berlin-Charlottenburg – Berlin Zoo – Berlin Hbf – Berlin Friedrichstraße – Berlin Alexanderplatz – Berlin Ostbf – Berlin Ostkreuz – Königs Wusterhausen – Brand Tropical Islands – Lübben (Spreew) – Lübbenau (Spreew) – Cottbus Hbf | 60 percenként 30 percenként (Berlin-Charlottenburg – Lübbenau(Spreew) csak csúcsidőben)                                                |
| RE 2 RE 7          | Bad Belzig – Beelitz-Heilstätten – Michendorf – Potsdam Medienstadt Babelsberg – Berlin-Wannsee – Berlin-Charlottenburg (Linienwechsel) – Berlin Zoo – Berlin Hbf – Berlin Friedrichstraße – Berlin Alexanderplatz – Berlin Ostbf – Berlin Ostkreuz – Königs Wusterhausen – Brand Tropical Islands – Lübben (Spreew) – Lübbenau (Spreew)                                                                                                 | bizonyos vonatok csúcsidőben |
| RE 6               | Wittenberge – Perleberg – Pritzwalk – Neuruppin Rheinsberger Tor – Kremmen – Velten (Mark) – Hennigsdorf (b Berlin) – Falkensee – Berlin-Spandau – Berlin-Charlottenburg | 60 percenként |
| RE 7               | Dessau Hbf – Roßlau (Elbe) – Bad Belzig – Beelitz-Heilstätten – Michendorf – Potsdam Medienstadt Babelsberg – Berlin-Wannsee – Berlin-Charlottenburg – Berlin Zoo – Berlin Hbf – Berlin Friedrichstraße – Berlin Alexanderplatz – Berlin Ostbf – Berlin Ostkreuz – Königs Wusterhausen – Brand Tropical Islands – Lübben (Spreew) – Lübbenau (Spreew) – Calau (Niederl) – Altdöbern – Senftenberg                                        | 60 percenként |
| RE 8N              | (Wismar – Schwerin Hbf – Ludwigslust – Wittenberge – Nauen – Falkensee – Berlin-Spandau –) Berlin-Charlottenburg – Berlin Zoo – Berlin Hbf – Berlin Friedrichstraße – Berlin Alexanderplatz – Berlin Ostbf – Berlin Ostkreuz – Flughafen BER | bizonyos vonatok (Tagsüber), 60 percenként (éjszaka Berlin-Charlottenburg – BER között)                                                |
| RB 23              | (Golm – Potsdam Park Sanssouci – Potsdam Charlottenhof – Potsdam Hbf – P Griebnitzsee – Berlin-Wannsee –) Berlin-Charlottenburg – Berlin Zoo – Berlin Hbf – Berlin Friedrichstraße – Berlin Alexanderplatz – Berlin Ostbf – Berlin Ostkreuz – Flughafen BER | 60 percenként (Potsdam-Golm – Berlin-Charlottenburg nur in der HVZ)                                                                    |

### S-Bahn
| Járat | Útvonal | Gyakoriság csúcsidőben                                           |
| ----- | --- | ---------------------------------------------------------------- |
|       | Spandau – Stresow – Pichelsberg – Olympiastadion – Heerstraße – Messe Süd – Westkreuz – Charlottenburg – Savignyplatz – Zoologischer Garten – Tiergarten – Bellevue – Hauptbahnhof – Friedrichstraße – Hackescher Markt – Alexanderplatz – Jannowitzbrücke – Ostbahnhof – Warschauer Straße – Ostkreuz – Rummelsburg – Betriebsbahnhof Rummelsburg – Karlshorst – Wuhlheide – Köpenick – Hirschgarten – Friedrichshagen – Rahnsdorf – Wilhelmshagen – Erkner          | 20 percenként                                                    |
|       | Westkreuz – Charlottenburg – Savignyplatz – Zoologischer Garten – Tiergarten – Bellevue – Hauptbahnhof – Friedrichstraße – Hackescher Markt – Alexanderplatz – Jannowitzbrücke – Ostbahnhof – Warschauer Straße – Ostkreuz – Nöldnerplatz – Lichtenberg – Friedrichsfelde Ost – Biesdorf – Wuhletal – Kaulsdorf – Mahlsdorf – Birkenstein – Hoppegarten – Neuenhagen – Fredersdorf – Petershagen Nord – Strausberg – Hegermühle – Strausberg Stadt – Strausberg Nord  | 10 percenként (Hoppegarten–Strausberg Nord között 20 percenként) |
|       | Potsdam Hauptbahnhof – Babelsberg – Griebnitzsee – Wannsee – Nikolassee – Grunewald – Westkreuz – Charlottenburg – Savignyplatz – Zoologischer Garten – Tiergarten – Bellevue – Hauptbahnhof – Friedrichstraße – Hackescher Markt – Alexanderplatz – Jannowitzbrücke – Ostbahnhof – Warschauer Straße – Ostkreuz – Nöldnerplatz – Lichtenberg – Friedrichsfelde Ost – Springpfuhl – Poelchaustraße – Marzahn – Raoul-Wallenberg-Straße – Mehrower Allee – Ahrensfelde | 10 percenként                                                    |
|       | Spandau – Stresow – Pichelsberg – Olympiastadion – Heerstraße – Messe Süd – Westkreuz – Charlottenburg – Savignyplatz – Zoologischer Garten – Tiergarten – Bellevue – Hauptbahnhof – Friedrichstraße – Hackescher Markt – Alexanderplatz – Jannowitzbrücke – Ostbahnhof – Warschauer Straße – Treptower Park – Plänterwald – Baumschulenweg – Schöneweide – Betriebsbahnhof Schöneweide – Adlershof – Altglienicke – Grünbergallee – Flughafen Berlin-Schönefeld      | 20 percenként                                                    |

### Busz
| Járat | Útvonal |
| ----- | --- |
| 109   | Urban Tech Republic – S+U Zoologischer Garten                                                                 |
| 309   | U-Bahnhof Wilmersdorfer Straße/S-Charlottenburg – Schlosspark-Klinik                                          |
| X49   | U-Bahnhof Wilmersdorfer Straße/S-Charlottenburg – Staaken, Hahneberg (vagy Falkenhagener Feld, Im Spektefeld) |
| 310   | U-Bahnhof Wilmersdorfer Straße/S-Charlottenburg – U-Blissestraße                                              |
| N7    | Galenstraße – Flughafen BER                                                                                   |